# لقليعة (لحرارتة)
لقليعة هو دُوَّار يقع بجماعة أوناغة، إقليم الصويرة، جهة مراكش آسفي في المملكة المغربية. ينتمي الدوّار لمشيخة لحرارتة التي تضم 6 دواوير. يقدر عدد سكانه بـ 449 نسمة حسب الإحصاء الرسمي للسكان والسكنى لسنة 2004.

## روابط خارجية
- البوابة الوطنية للجماعات الترابية نسخة محفوظة 12 مارس 2018 على موقع واي باك مشين.
- المندوبية السامية للتخطيط